# 普羅布達嶺

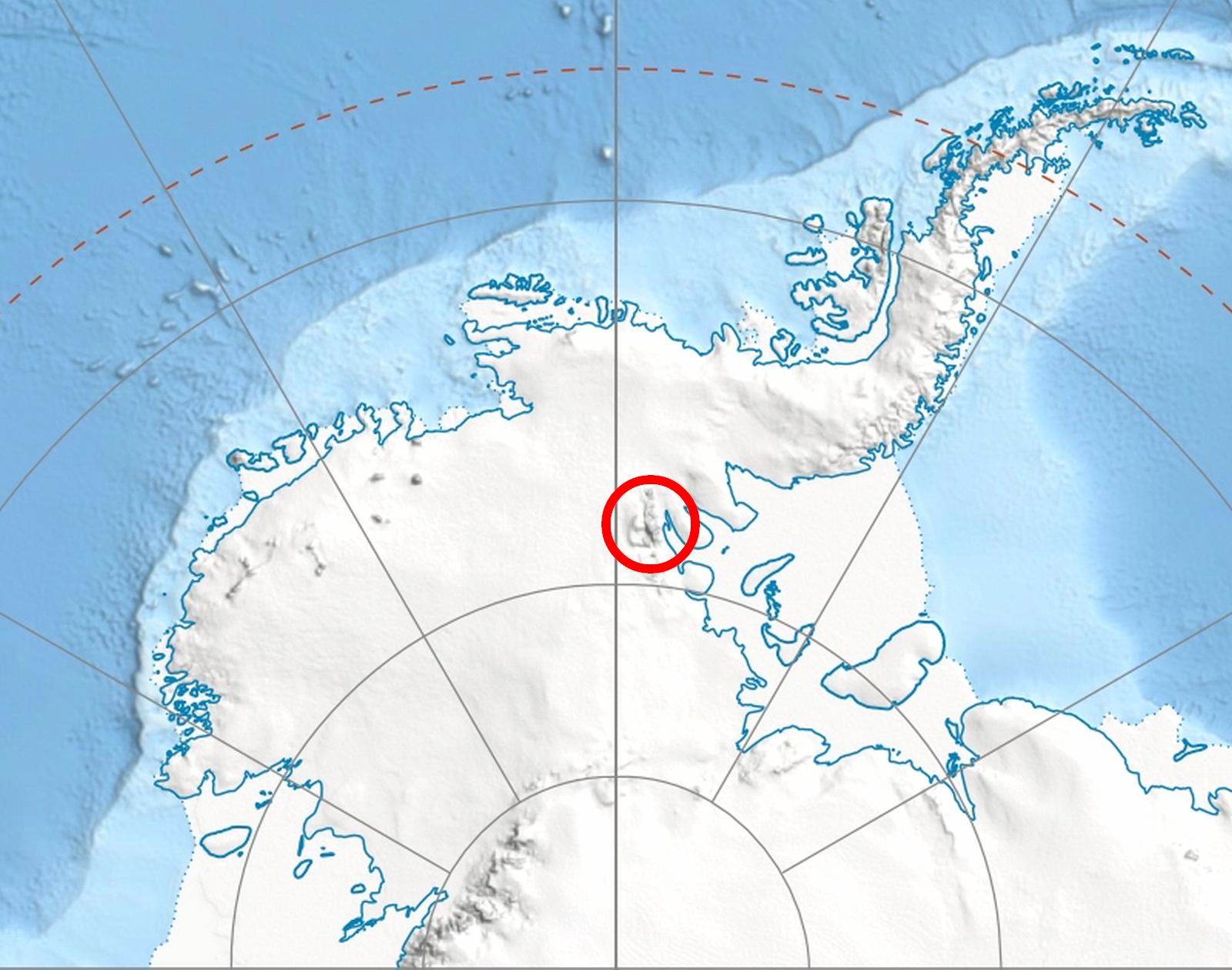

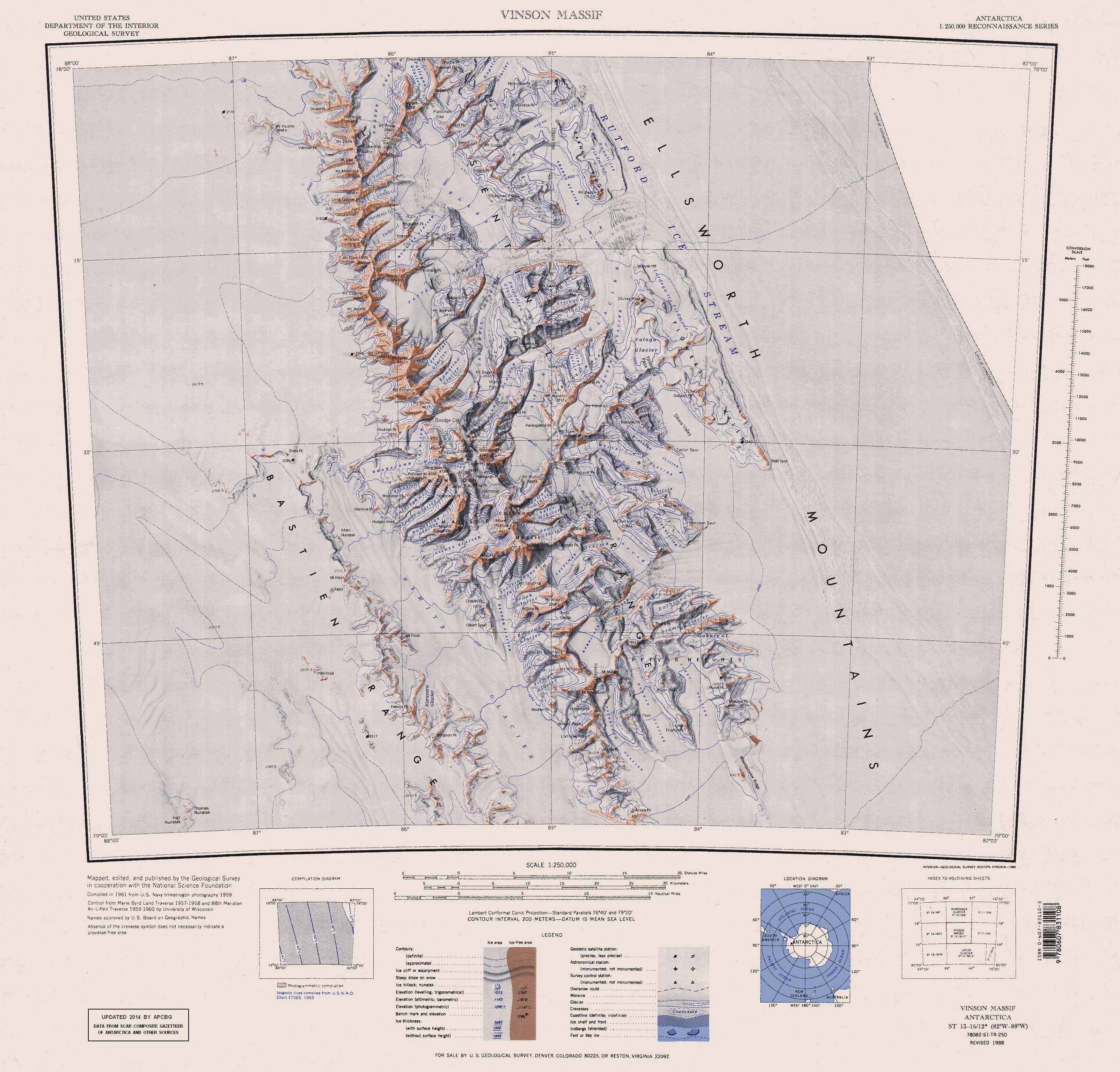

普羅布達嶺（英語：Probuda Ridge）是南極洲的山嶺，位於埃爾斯沃思地，座標78°07′30″S 85°56′00″W / 78.12500°S 85.93333°W，屬於埃爾斯沃思山脈中森蒂納爾嶺的一部分，長15公里、寬4.5公里，以保加利亞東北部的城鎮命名。

## 外部連結
- Bulgarian Antarctic Gazetteer. （页面存档备份，存于） Antarctic Place-names Commission. (details in Bulgarian, basic data （页面存档备份，存于） in English)
- SCAR Composite Gazetteer of Antarctica（页面存档备份，存于）.

78°07′30″S 85°56′00″W / 78.12500°S 85.93333°W